# Hofgut Melanger

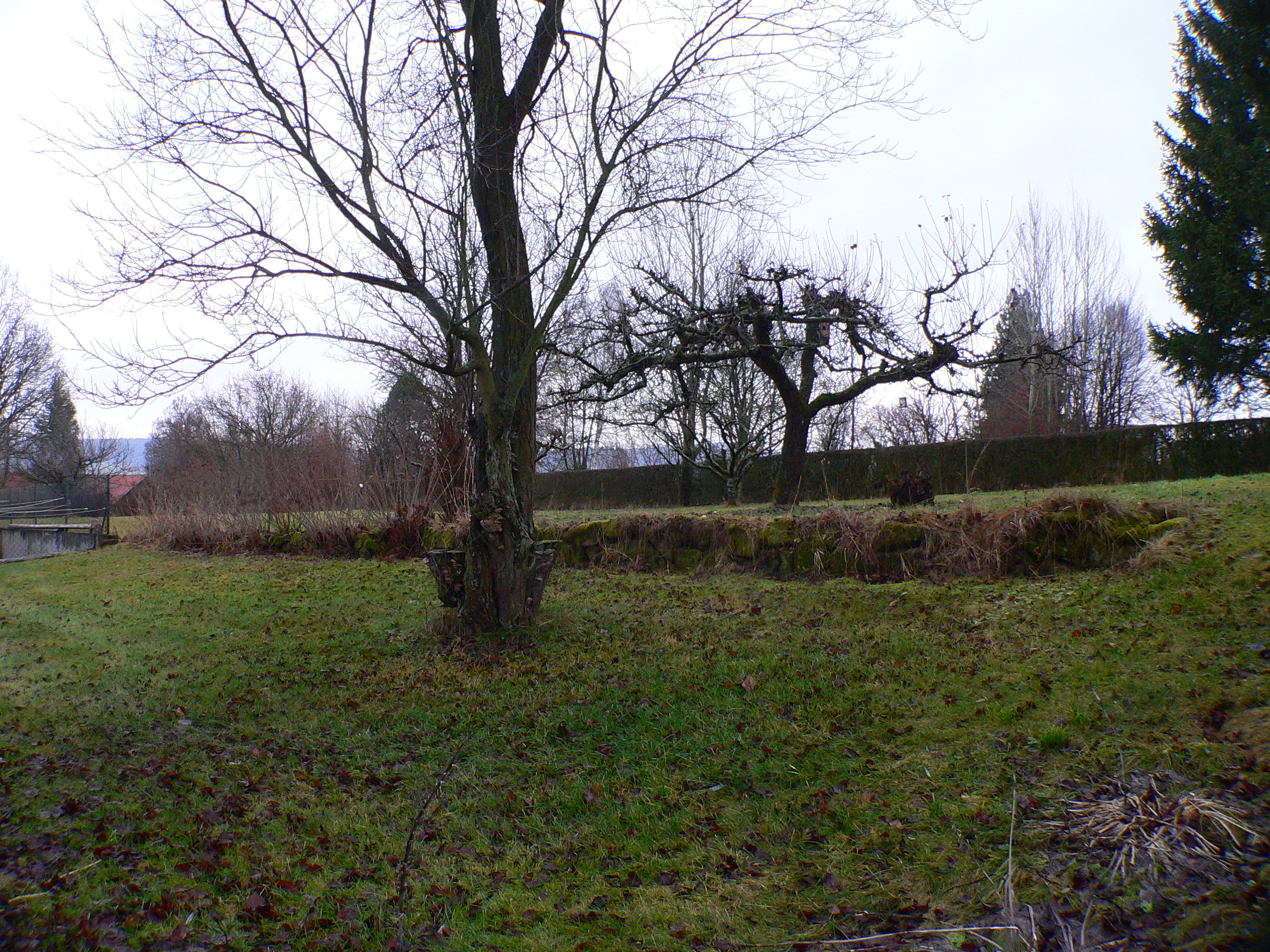
Mauerreste des Hofguts Melanger

Als Schloss Melanger wird ein ehemaliges Hofgut der Herren von Redwitz in der Ortslage des Marktes Küps im oberfränkischen Landkreis Kronach in Bayern bezeichnet.

## Geographische Lage
Die Marktgemeinde Küps liegt mitten in der ausgedehnten Tallandschaft der mittleren Rodach. Als Gründer der Siedlung auf dem Berghang am linken Rodachufer gelten von Osten eingewanderte Slawen. Vorgeschichtliche Funde weisen auch auf eine frühere Besiedlung der Gegend durch Kelten hin. Die günstige Lage des Ortes an der Rodach, die im Mittelalter als Transportweg diente, begründete die Anlage von vier Adelssitzen.
So entstanden 1151 die Anfänge des Alten oder Mittleren Schlosses, um 1400 die ersten Bauten des Neuen oder Hinteren Schlosses, vor 1521 Schloss Melanger als befestigter Hof südlich des Hinteren Schlosses und schließlich noch vor 1540 das Obere Schloss auf dem höchsten Punkt des Ortes.
Während das Hofgut Melanger 1668 bereits als abgegangen bezeichnet wurde, bestehen die drei anderen Adelssitze in Ortslage noch. Sechs weitere entstanden vom 13. bis 18. Jahrhundert in der unmittelbaren Umgebung von Küps: Die Schlösser in Oberlangenstadt, Hain, Schmölz, Theisenort, und das Wasserschloss Tüschnitz, sowie die Alte Kemenate in Nagel. Alle liegen oder lagen im heutigen Gebiet des Marktes Küps.

## Geschichte
Erstbeurkundet wurde das Hofgut Melanger 1521 für Alexander von Redwitz als ein „Wale hinten am Dorf gegen Kronach“, wobei „Wal“ ein kampferprobtes, also befestigtes Anwesen bezeichnete. Von 1528 bis 1592 gehörte das Gut als Lehen dem Hochstift Bamberg, später den Freiherrn von Schaumberg. 1668 war Melanger bereits zugunsten des Oberen Schlosses aufgegeben und verfallen.
Neuere Forschungen erbrachten im Bereich des Gutes neben Befunden des Mittelalters auch solche aus der frühen Neuzeit, was auf eine zumindest teilweise Nutzung bis ins 18. Jahrhundert hinweist.
Erbauseinandersetzungen innerhalb der Familie von Redwitz führten 1811 zum Verkauf der Reste des Hofguts Melanger samt Grundbesitz.